# 범증

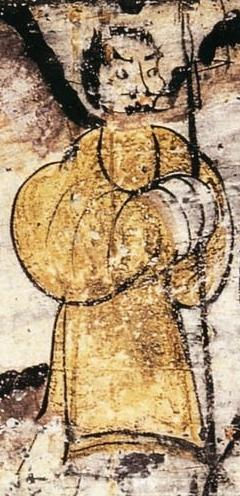

범증(范增, 기원전 278년? ~ 기원전 204년)은 중국 초한전쟁 시기 초나라의 장군이자 참모이다.
역사가 사마천(司馬遷)은 범증의 호기계(好奇計 계책을 내놓는 수준), 전술, 전략적 판단과 군사 능력은 당대 최고였다고 평했다.
70세가 될 때까지 은거생활을 하다가 진나라 말기에 초나라를 재건하기 위해 반란을 일으킨 항량의 휘하에 들어가 초 의제의 옹립을 건의하였다. 항량이 죽은 후에는 그의 조카인 서초패왕 항우의 참모로 활동하면서 한왕 유방을 견제하려 하였으나 끝내 실패하였다. 항후 휘하에서 대장군이 되었으며 역양후(歷陽侯)의 작위를 받았다. 별명은 아보(亞父)였다.

## 생애

### 출신
초한전쟁 이전의 범증의 행적은 자세히 알 수 없다. 다만 《사기》 〈항우본기〉에 따르면 범증은 본래 거소(居鄛) 출신이었으며 집에 기거하면서 기이한 계책을 잘 냈다고 전한다. 그 외에도 유안은 《괄지지》에서 범증이 본래 촉루산(髑髏山)에 기거하다가 훗날에 항우를 보좌하게 되었다고 주장했고, 순열은 《한기(漢紀)》에서 범증이 부릉(阜陵) 출신이었다고 주장하였다.

### 항량의 휘하
기원전 209년 9월, 초나라 귀족 출신인 항량이 진승·오광의 난의 난으로 진나라가 혼란한 틈을 타서 조카인 항우 등과 함께 반란을 일으켰다.
이후 기원전 208년경, 당시 70세였던 범증은 항량을 찾아가 유세하였다. 범증은 진승·오광의 난이 실패한 이유는 진승이 초나라의 왕손을 내세우지 않고 스스로 왕위에 올라 민심을 잃었기 때문임을 지적하며, 항량에게 초나라를 다시 일으키려면 옛 초나라 왕족을 왕으로 세워야 한다고 주장하였다. 항량은 범증의 말이 옳다고 여기고는 그해 6월에 민간에 숨어살던 초 회왕의 후손 심(心)을 찾아내 초 의제를 옹립하였다.

### 항우의 휘하
기원전 208년 9월, 항량은 정도(定陶)에서 진나라의 장군 장함에게 격파당하고 전사하였다. 한편 초 의제는 송의를 상장군(上將軍)으로, 항량의 조카인 노공(魯公) 항우와 범증을 각기 차장(次將)·말장(末將)으로 삼아 진나라 군대에게 포위당한 조나라를 구원하도록 하였다. 초나라 군대를 지휘하게 된 송의는 조나라를 구원하러 가던 중에 안양(安陽)에 이르러 46일 동안 움직이지 않았는데, 이에 불만을 품은 항우가 기원전 207년 11월에 송의를 살해하고 대신 상장군이 되어 초나라 군대의 지휘권을 장악하고는 진나라 군대에게 포위당한 조나라의 거록을 구원하였으며 진나라 군대를 크게 격파하였다.
이후 범증은 항우를 따르게 되었는데, 이때부터 "아보(亞父)"라는 별명으로 불리기 시작했다. 여순(如淳)에 따르면, "아보"라는 말은 곧 아버지 다음으로 존경한다는 뜻으로, 춘추시대의 재상 관중이 제 환공으로부터 "중보(仲父)"라는 호칭으로 불린 것과 같다.

### 함곡관 돌파
초 의제는 앞서 송의로 하여금 북쪽으로 조나라를 구원케하고, 패공(沛公) 유방으로 하여금 서쪽으로 함곡관(函谷关)을 공략케하면서 장수들 중 먼저 관중을 평정하는 자를 그 곳의 왕으로 삼기로 약속하였다. 그런데 항우가 장함이 지휘하던 진나라 군대를 격파하고 그의 항복을 받아내던 와중인 기원전 207년 9월, 유방이 항우보다 앞서 관중에 들어갔으며 기원전 206년 10월에는 진왕 자영으로부터 항복을 받아냈다. 이 소식을 듣고 화가 난 항우는 함곡관으로 진군하였다.
유방은 관중에 입성한 후에 함곡관에 장수를 보내 관문을 지키도록 하였는데, 그 장수는 항우를 함곡관 안으로 들여보내주지 않았다. 당시 범증은 항우 휘하에서 대장군을 맡고 있었는데, 함곡관에 들어갈 수 없게되자 화를 내며 "패공은 반역을 하려 하는가?"라 말하더니 곧 집집마다 땔감을 한 다발씩 징발해서 관문을 불태워 버리겠다고 위협하여 관문을 열게 하였다. 이에 항우가 함곡관을 돌파하여 희수 서쪽에 이르렀다.

### 홍문의 연
함곡관을 돌파한 항우는 40만 대군을 거느리고 홍문(鴻門)에 도달했는데 이때 유방은 10만 군사를 거느리고 패상(覇上)에 주둔하고 있었다. 범증은 항우에게 "패공이 산동에 있을 때만 해도 재물과 여색을 탐냈는데 지금 관중에 들어가서는 재물에는 손도 대지 않고 여자도 가까이 하지 않고 있습니다. 이는 그 뜻이 작지 않다는 것입니다. 제가 사람을 시켜 그 기운을 보게 했더니 모두 용과 호랑이에 오색인 것이 천자의 기운이었습니다. 때를 놓치지 말고 서둘러 공격하셔야 합니다."라 말하였다.
그런데 유방의 참모였던 장량은 평소에 항우의 숙부 항백과 친분이 두터웠다. 덕분에 유방과 장량은 항백에게 부탁하여 항우를 찾아가 용서를 빌 기회를 마련하였다. 유방은 100여 명의 기병만을 거느리고 홍문으로 가서 항우의 연회에 참석하고는 자신의 잘못을 말하며 용서를 구하였다. 범증은 연회자리에서 수차례 눈짓을 던지고 옥결(玉玦)을 들어보이며 항우에게 그를 죽이라는 신호를 보냈으나, 유방에게 속아 넘어간 항우는 범증의 말을 듣지 않았다. 그러자 범증은 자리에서 일어나 밖에 있던 항우의 종제 항장(項莊)을 불러 검무를 추는 척하며 유방을 찔러 죽일 것을 지시했다. 그러나 이를 눈치챈 항백이 칼을 뽑아 항장과 더불어 검무를 추며 유방의 암살을 막았다. 상황이 나빠지자 장량은 번쾌를 불러와서 목숨을 걸고 유방을 호위하도록 하였다. 분위기가 험악해진 것을 눈치챈 유방은 측간에 가는 척하며 술이 취했다는 핑계로 홍문을 빠져나갔다.
한편 유방이 홍문으로 오면서 백벽(白璧) 한쌍과 옥두(玉斗) 한쌍을 가져와 각기 항우와 범증에게 선물하려 하였으나 범증이 분노한 것을 보고는 그럴 엄두를 내지 못했다. 유방이 빠져나가고 나자 장량이 대신 선물을 항우와 범증에게 전해주었는데, 항우는 백벽을 받아두었으나 범증은 옥두를 땅바닥에 놓고 검을 뽑아 그것을 내리쳐 부숴버리며 "어린 놈과는 일을 도모할 수 없다! 항왕의 천하를 빼앗을 자는 패공이다! 이제 우리는 모두 그에게 사로잡히고 말 것이다!"라 말했다.

### 십팔제후왕 분봉
유방을 제압하고 관중에 입성하여 자영을 죽여 진나라를 멸한 항우는 기원전 206년 12월, 중국 전역의 땅을 나누어 함께 진나라를 공격한 18명의 제후들에게 분봉하였다(항우의 십팔제후왕). 그런데 이때 항우와 범증은 유방을 의심하였으나 이제 와서 약속을 져버릴 수 없었고 또한 여러 제후들이 이로 인해 자신들을 배반할까 두려워하였다. 그래서 관중을 4개의 나라, 즉 한(漢) · 옹(雍) · 새(塞) · 적(翟)으로 분할하고는 그 중에서도 길이 험해 유배지로나 여겨지던 파촉(巴蜀)을 유방에게 주어 한왕(漢王)으로 봉하였다. 또한 진나라의 옛 장수들인 장함· 사마흔 · 동예 등을 각기 옹왕(雍王) · 새왕(塞王) · 적왕(翟王)으로 봉하여 유방이 파촉에서 빠져나올 수 없도록 견제하였다.
그러나 분봉이 끝난지 불과 8개월 후인 기원전 206년 8월에 유방이 한신 등의 인재를 기용하여 불시에 함곡관을 빠져나와 방심하고 있던 관중의 세 나라를 공격하며 항우와 맞서기 시작하였다. 이로 인하여 초한전쟁이 시작되었다.

### 형양 포위
기원전 204년, 항우는 형양(滎陽)으로 달아난 유방을 추격하여 그 식량 보급로를 끊으려 하였다. 곤궁에 처한 유방은 항우에게 강화를 요청하며 형양을 기점으로 서쪽은 한나라가 차지하고 동쪽은 초나라가 차지할 것을 제안하였다. 항우는 아직 제나라의 반란을 완전히 진압하지 못한 상태였기 때문에 유방의 제안을 받아들이려 하였다. 그러나 당시 역양후(歷陽侯)였던 범증은 이에 반대하며 유방을 먼저 쳐야 한다고 주장하였고, 항우는 범증의 의견을 받아들여 범증과 함께 형양에 주둔한 유방의 군대를 포위하였다.

### 반간계와 죽음
범증의 방해 때문에 형양의 포위를 푸는데 실패한 유방은 진평에게 대책을 물었다. 그러자 진평은 "항왕의 강직한 신하들이라면 아보(亞父, 범증) · 종리말 · 용저 · 주은 등 몇 사람밖에 없습니다. 대왕께서 만약에 금 수 만 근을 내놓으실 수 있다면 이간책으로 군신을 갈라놓아 그 마음을 서로 의심하게 할 수 있습니다."라 말하며, 항우와 그 신하들의 사이를 이간질한 후에 초나라를 치면 이길 수 있다고 주장하였다.
유방은 진평의 계책을 받아들이고는, 항우의 사자를 맞이할 때에 일부러 호화로운 식사인 태뢰(太牢)를 준비해 두었다가 막상 사자가 도착하자 "아보(亞父, 범증)의 사자가 아니라 항왕의 사자였군."이라 말하며 태뢰를 도로 물리고는 형편없는 식사를 대접하였다. 이 일을 알게 된 항우는 범증이 유방과 밀통을 하고 있는 것이 아닌가 의심하여 점차 그의 권한을 빼앗아갔다. 이에 분노한 범증은 "천하의 일이 크게 정해졌으니 군왕께서 스스로 알아서 하십시오. 저는 고향으로 돌아가 늙어 죽고자 합니다."라 말하였다. 항우가 이를 수락하자 범증은 팽성(彭城)으로 돌아가던 중에 등창이 나서 죽고 말았다.
《황람(皇覽)》에 따르면, 아보 범증의 무덤은 거소현 곽동(郭東)에 있었다. 또한 거소현의 관청 중앙에 "아보의 우물(亞父井)"이라는 곳이 있었는데, 거소현의 관리와 백성들이 모두 거소현 관청에서 범증의 제사를 지내주었다. 그곳의 장리(長吏)들 또한 처음 공무를 볼 때에는 먼저 제사를 지낸 후에야 일을 처리했고, 나중에는 범증의 사당을 다시 지은 것이 후한 말기까지도 남아있었다고 한다.

## 평가
범증이 죽은 후, 항우를 무찌르고 중국을 통일하여 황제가 된 유방은 낙양의 남궁(南宮)에서 신하들과 연회를 즐기다가 그들에게 자신이 항우를 무찌르고 천하를 얻은 까닭이 무엇인가 물었다. 이에 고기(高起)·왕릉 등이 대답하기를, 유방은 이득을 취하면 이를 신하들과 나누었으나 항우는 질투와 의심이 많아서 이득을 신하들과 나누지 않았기 때문이라고 답하였다. 이에 유방은 "그대들은 하나만 알고 둘은 모른다."라 말하며, 자신에게는 장량·소하·한신 등의 인걸들이 있어서 이들을 쓸 줄 알았으나 항우 휘하에는 그런 인걸이 범증 한 사람 뿐이었음에도 그조차 제대로 쓰지 못했기 때문에 자신이 천하를 얻을 수 있었다고 답하였다.